# Lieutenant-gouverneur de Terre-Neuve-et-Labrador
Le lieutenant-gouverneur de Terre-Neuve-et-Labrador est le représentant officiel du roi du Canada, actuellement Charles III, dans la province de Terre-Neuve-et-Labrador au Canada. Il est en fait le vice-roi pour représenter le monarque au sein de la province qui opère distinctivement. La province de Terre-Neuve-et-Labrador s'appelait province de Terre-Neuve jusqu'à l'amendement constitutionnel de décembre 2001.
Le lieutenant-gouverneur de Terre-Neuve-et-Labrador est nommé de la même manière que les autres lieutenants-gouverneurs du Canada. Ses tâches consistent principalement à assurer les devoirs constitutionnels et cérémoniaux du monarque. 
Le quinzième lieutenant-gouverneur de Terre-Neuve-et-Labrador est Joan Marie Aylward depuis le 14 novembre 2023.

## Liste des lieutenants-gouverneurs (depuis 1949)
| Mandat      | Photo | Nom                           |
| ----------- | ----- | ----------------------------- |
| 1949-1949   |       | Sir Albert Walsh              |
| 1949-1957   |       | Sir Leonard Cecil Outerbridge |
| 1957-1963   |       | Campbell Leonard Macpherson   |
| 1963-1969   |       | Fabian O'Dea                  |
| 1969-1974   |       | Ewart John Arlington Harnum   |
| 1974-1981   |       | Gordon Arnaud Winter          |
| 1981-1986   |       | William Anthony Paddon        |
| 1986-1991   |       | James Aloysius McGrath        |
| 1991-1997   |       | Frederick Russell             |
| 1997-2002   |       | Dr. Arthur Maxwell House      |
| 2002-2008   |       | Edward Roberts                |
| 2008-2013   |       | John Crosbie                  |
| 2013-2018   |       | Frank Fagan                   |
| 2018-2023   |       | Judy Foote                    |
| depuis 2023 |       | Joan Marie Aylward            |